# الرائد الرسمي للجمهورية التونسية

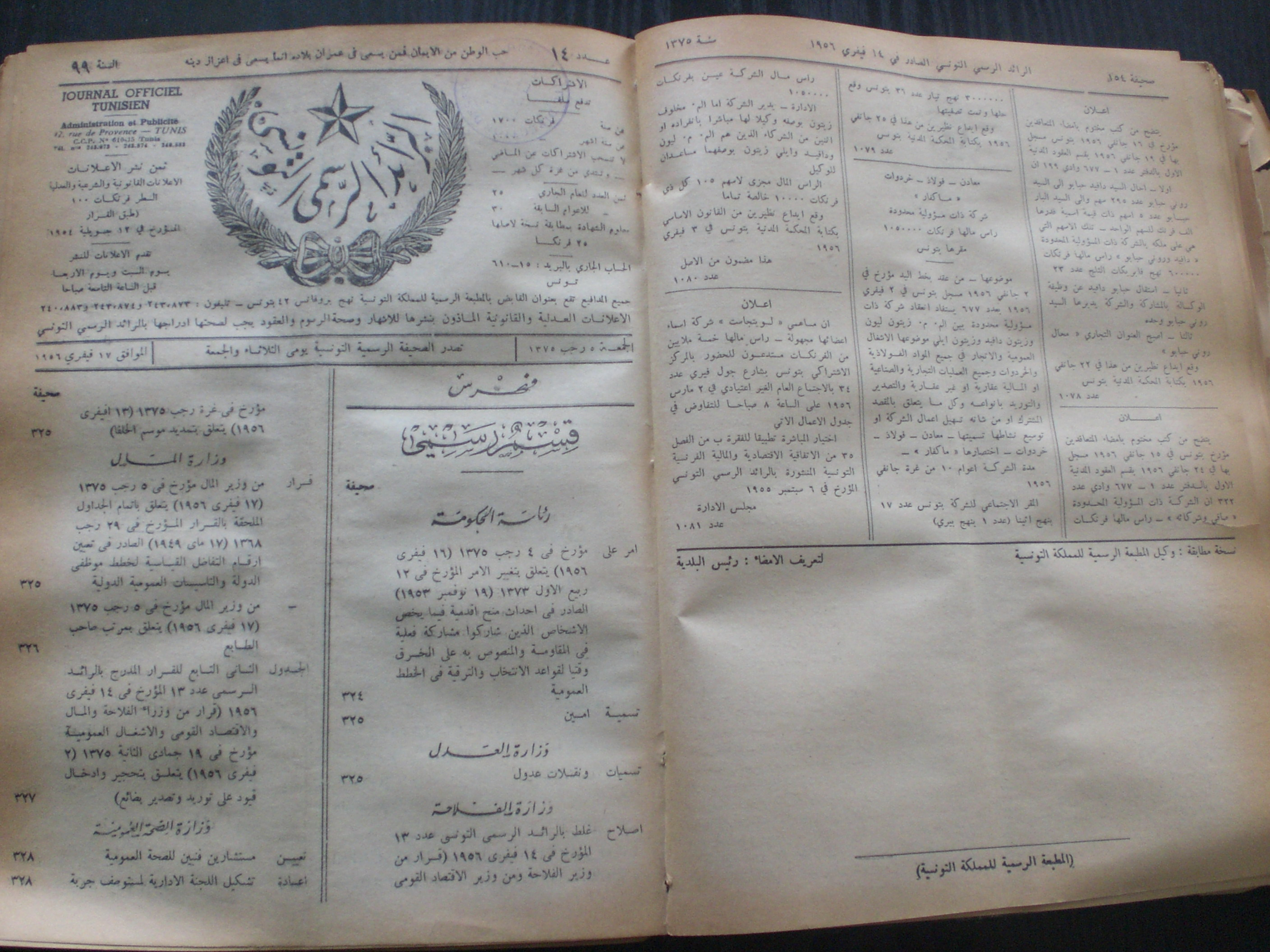
عدد قديم من الرائد (باسم الرائد الرسمي التونسي، 17 فيفري 1956)

الرائد الرسمي للجمهورية التونسية هي الجريدة الرسمية بالبلاد التونسية، وهي أقدم جريدة إذ صدر العدد الأول منها بتاريخ 22 جويلية/تموز 1860.

## تاريخها

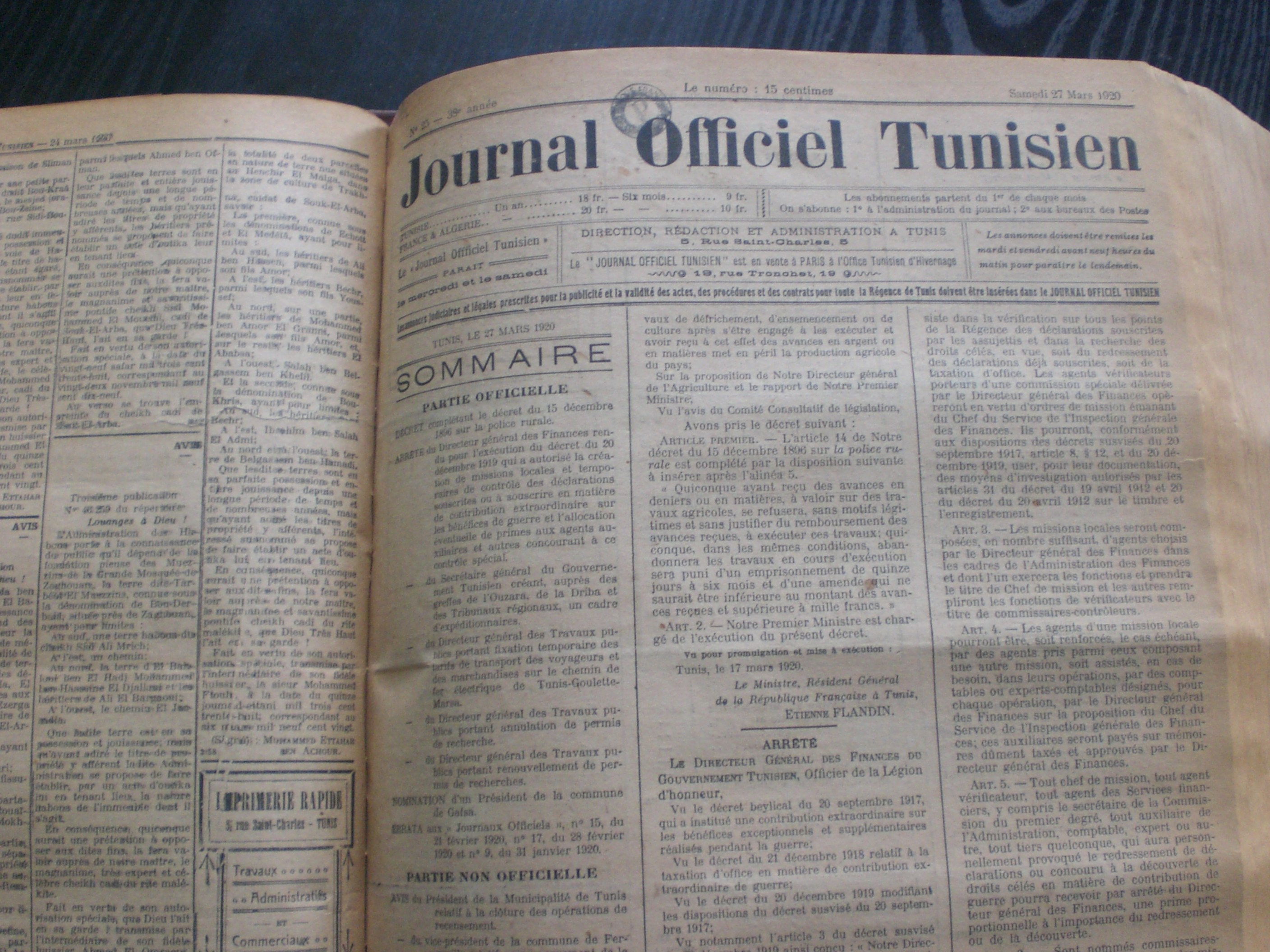
نسخة فرنسية من الرائد صادرة يوم (27 مارس 1920)

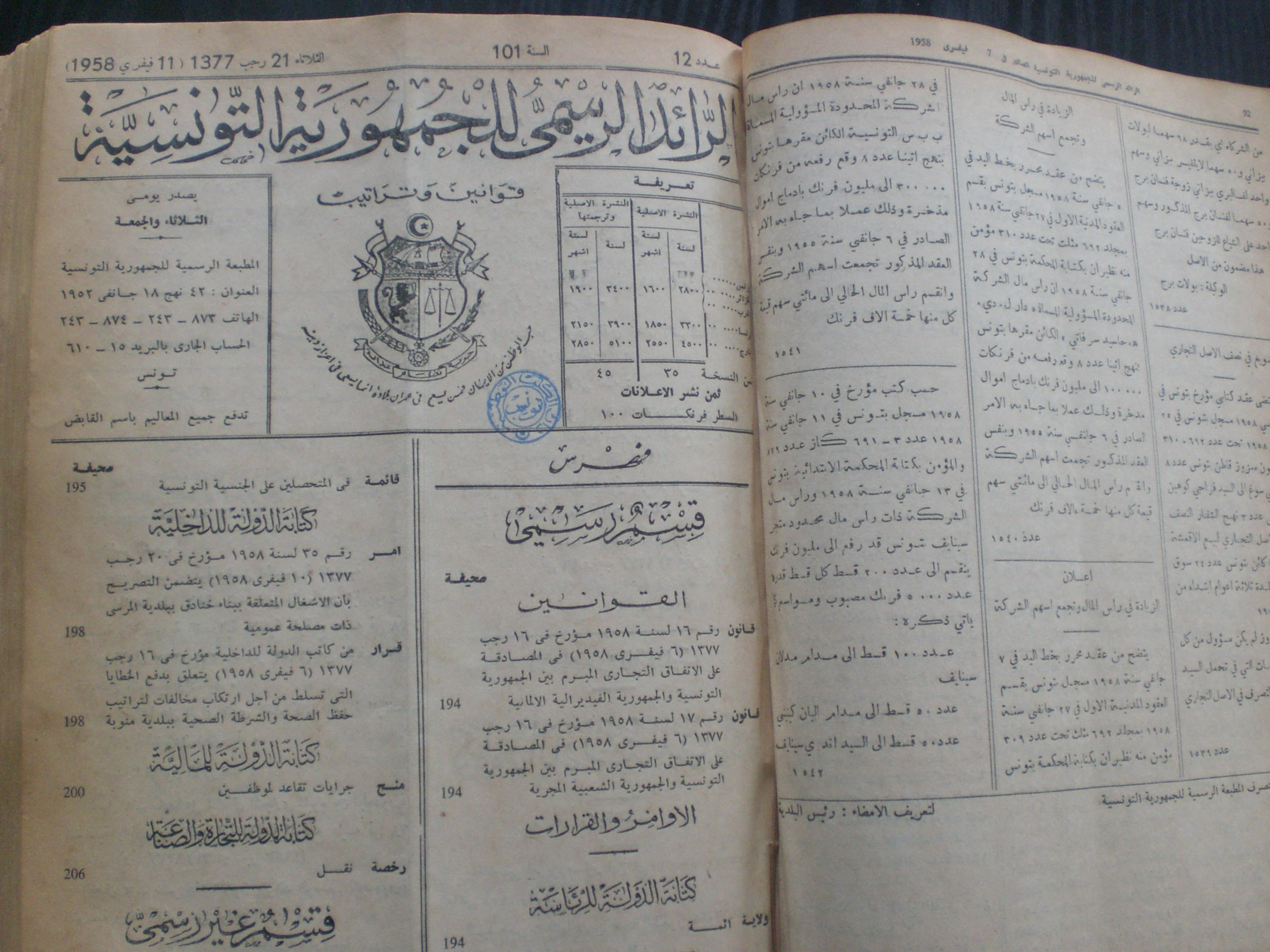
نسخة من الرائد باسمها الحالي صادرة يوم (11 فيفري 1958)

- كانت هذه الجريدة تسمى في البداية الرائد التونسي ثم أصبحت تسمى الرائد الرسمي التونسي. أما تسميتها الحالية (الرائد الرسمي للجمهورية التونسية) فتعود إلى عام 1957، بعد إعلان النظام الجمهوري.
- في عام 1883 أصبحت لهذه الجريدة نسخة فرنسية، ومنذ عام 1993 أصبحت النسخة المرجعية هي النسخة العربية.
- تصدر جريدة الرائد الرسمي حاليا مرتين أسبوعيا يومي الثلاثاء والجمعة.

## مضمونها
باعتبارها جريدة رسمية فإن الرائد الرسمي تتضمن نصوص القوانين والمراسيم والأوامر الرسمية، كما تحتوي على جزء غير رسمي يتضمن الإشهار.

## وصلات خارجية
- (بالعربية) الاطلاع على الرائد الرسمي للجمهورية التونسية منذ 1956